# Liste des Martyrs de l'armée de Hussein à la bataille de Karbala
 (octobre 2016).
Si vous disposez d'ouvrages ou d'articles de référence ou si vous connaissez des sites web de qualité traitant du thème abordé ici, merci de compléter l'article en donnant les références utiles à sa vérifiabilité et en les liant à la section « Notes et références ».
Les Martyrs de Karbala sont ceux qui ont été tués le 10 Muharram ('Ashura') 61aH (680AD), à Karbala, lors de la bataille de Kerbala par l'armée de 'Umar b. Saad. Les Martyrs de Karbala comprennent l'imam al-Husayn, certains membres de Banu Hashim et certains de ses compagnons.

## Les Martyrs de Banu Hâshim

### Les fils de ‘Alî
1. Al-Hussein ibn Ali petit-fils du Prophète Mahomet (tué par Shimr ibn Dhil-Jawshan)
2. Abul Fadhl al Abbas ibn Ali

### les fils de l’Imam Hasan
1. Qasim ibn al Hassan ibn Ali (tué par Umar bin Sa'd bin Nufail al Azdi)

### les fils de l’Imam Husayn
1. Ali al-Akbar Ibn Husayn ibn Ali (tué par Murrah bin bin Munqiz Noman al Abdi)
2. Abdullah(également connu sous le nom Ali al-Asghar) Ibn Husayn ibn Ali ou Ali al-Asghar ibn Husayn (tué par Harmala ibn Kahil al Asadi)

## les autres Martyrs
1. Burayr ibn Khuzayr al-Hamadani[2]
2. Wahab ibn Abdullah Kalbi
3. Habib ibn Mazaher
4. Zuhayr ibn al-Qayn

## Ceux qui ont été tués à Koufa
- Mouslim Ibné Aqil ibné Abi Talib[3]